# فرامرز رضاپور (نوازنده)
فرامرز رضاپور، (۱۳۹۳–۱۳۲۶) نوازنده و سازنده ساز قانون و رئیس «انجمن صنفی هنرمندان موسیقی ایران» بود.
وی از نخستین نوازندگان ساز قانون در ایران بود

## زندگی‌نامه
فرامرز رضاپور متولد سال ۱۳۲۶ در شهر تهران بود. وی اولین استاد ساز قانون در ایران بود که نواختن این ساز را پس از فراگیری ساز سنتور و به صورت خود آموز در سال ۱۳۴۶ فرا گرفت. در آن زمان این ساز بیشتر در موسیقی عربی استفاده می‌شد و کمتر جایی در موسیقی ایرانی داشت. علاقه وی به ام کلثوم خواننده نامدار مصری، مشوق اصلی وی در یادگیری این ساز بود. با این حال وی در بسیاری از ارکسترهای ایرانی پیش از انقلاب ایران در سال ۱۳۵۷ قانون نواخت. پیش از انقلاب وی بارها برای شرکت به جشنواره‌های خارج از کشور شرکت نمود و با هنرمندانی همچون پرویز یاحقی، حمیرا، سوسن و مرضیه همکاری نمود. پس ز انقلاب در مراسم خیریه سازمان بهزیستی به اجرای برنامه می‌پرداخت.
فرامرز رضاپور که از سازندگان قانون نیز بود، با بهره‌گیری از مشخصات این ساز، سنتور بدون کوکی (کروماتیک) ساخت که در سال ۱۳۷۴ مورد تأیید سازمان میراث فرهنگی، صنایع دستی و گردشگری قرار گرفت. هم‌اکنون این ساز ابداعی در موزه موسیقی ایران نگهداری می‌شود.
در سال ۱۳۷۷ به منظور پیگیری و بهبود وضعیت معیشتی و صنفی هنرمندان موسیقی موفق شد به همت جمعی از هنرمندان موسیقی، «انجمن صنفی هنرمندان موسیقی ایران» را پایه‌گذاری کند. این انجمن در تهران، تبریز، رشت، مشهد، اصفهان و چندین شهر دیگر حدود ۴۰۰۰ نفر عضو دارد. نام برده موفق شد برای اولین در ایران با تأسیس این صنف هنر موسیقی را به عنوان شغل به جامعه معرفی نماید و هنرمندان موسیقی را در سال ۱۳۷۷ تحت پوشش بیمه‌های تأمین اجتماعی درآورد.
رضاپور پس از مذاکرات فراوان موفق شد تا انجمن صنفی هنرمندان موسیقی ایران را به عضویت فدارسیون بین‌المللی موسیقی دانان جهان مستقر در پاریس درآورد و تا اواخر عمر به عنوان نماینده ایران در این نهاد بین‌المللی شناخته می‌شد.
رضاپور از حدود دو سال پیش از مرگ به بیماری سرطان لوزالمعده مبتلا شده بود. شنبه شب ۱۹ بهمن ۱۳۹۳ در سن ۶۷ سالگی در بیمارستانی در تهران درگذشت و در قطعه هنرمندان بهشت زهرا به خاک سپرده شد.